# فرودگاه لاواس
فرودگاه لاواس (به انگلیسی: Lawas Airport) (به زبان بومی: Lapangan Terbang Lawas) یک فرودگاه همگانی با کد یاتا LWY است که یک باند فرود آسفالت دارد و طول باند آن ۶۸۶ متر است. این فرودگاه در کشور مالزی قرار دارد و در ارتفاع ۲ متری از سطح دریا واقع شده است.

## شرکت‌های هواپیمایی و مقصدهای پروازی
| شرکت‌های هواپیمایی                 | مقصدهای پروازی                         |
| --------------------------------- | -------------------------------------- |
| مالزی ایرلاینز اجرا توسط MASwings | باکلالان، کوتا کینابالو، لیمبانگ، میری |